# Euphorbia nocens
Euphorbia nocens är en törelväxtart som först beskrevs av Louis Cutter Wheeler, och fick sitt nu gällande namn av Victor W. Steinmann. Euphorbia nocens ingår i släktet törlar, och familjen törelväxter. Inga underarter finns listade i Catalogue of Life.